# Свети Димитър (Рупел)
Вижте пояснителната страница за други значения на Свети Димитър.
„Свети Димитър“ (на гръцки: Ἁγίου Δημητρίου) е православна църква в бившето село Рупел (Клиди), Егейска Македония, Гърция, част от Валовищката епархия.
Църквата е единствената оцеляла сграда от бившето село. Разположена е в Рупелското дефиле, на левия бряг на Струма, южно от Гара Рупел.
Църквата е възстановена в периода 1930 – 1940 година на мястото на средновековен храм.